# إيفان هانسكا
إيفان هانسكا (4 أبريل 1944 - 27 أبريل 2021)، ممثلة وكاتبة فرنسية. فازت عام 1989 بجائزة موتارت عن فيلم La Romance de la Goulue. 

## الأعمال
- ليس راولز، 1976
- ميس أنيس يوستاش ، 2001 [5]